# Назаров, Николай Михайлович
Николай Михайлович Назаров (9 мая 1908, станица Филипповская, Область войска Донского — 11 января 2000, Москва) — советский военный и музыкант. Начальник Военно-оркестровой службы Министерства обороны СССР в 1958—1976. Народный артист РСФСР (1973). Генерал-майор (1962). Участник Великой Отечественной войны.

## Биография
Родился 26 апреля (9 мая) 1908 года в станице Филипповской Области Войска Донского.
В 1925 году поступил валторнистом в оркестр Управления милиции. В 1930 году в Москве добровольно поступил на военную службу, в 75-й кавалерийский полк. Учился на военном факультете Московской государственной консерватории, который закончил в 1939 году (по классу дирижирования А. П. Чугунова, по служебно-строевому репертуару у С. А. Чернецкого). Руководил военным оркестром в Москве и Риге.
Участник Великой Отечественной войны с самого начала. Из-за нехватки командных кадров, вызванной большими потерями, перешёл на строевую должность. В 1943 году окончил ускоренный курс Военной академии имени М. В. Фрунзе. Занимал должности заместителя командира 23-го гвардейского воздушно-десантного полка (9-й гвардейской воздушно-десантной дивизии), командира 14-го гвардейского воздушно-десантного (6-й гвардейской воздушно-десантной дивизии) и 26-го гвардейского стрелкового полков (7-й гвардейской стрелковой дивизии). Войну закончил в звании гвардии подполковника.
После войны вернулся в военно-оркестровую службу. C 1950 года возглавлял оркестры Северо-Кавказского военного округа, затем Ленинградского военного округов. С 1956 по 1958 годы был начальником Московского военно-музыкального училища.
С 1958 по 1976 года возглавлял Военно-оркестровую службу Министерства обороны СССР. Генерал-майор (1962). Дирижёр всех парадов на Красной площади с 1958 по 1975 годы. В период руководства оркестровой службой был руководителем и дирижёром военных оркестров, принимающих участие в музыкальном оформлении Всесоюзных спартакиад народов СССР, Вооружённых сил и дружественных армий социалистических стран. Гастролировал в Чехословакии (1960) и Франции (1972, 1973).
В отставке с 1976 года.
Скончался 11 января 2000 года. Похоронен на Троекуровском кладбище.

## Награды и звания
- Орден Ленина
- Четыре ордена Красного Знамени (19.11.1943 (за Курскую дугу), 14.06.1944 (повторно за то же),????,????)
- Два ордена Отечественной войны I степени (25.05.1945 (по итогам войны), 1985)
- Два ордена Красной Звезды (30.04.1945 (за выслугу лет),????)
- Медаль «За боевые заслуги» (03.11.1944 (за выслугу лет))
- Медаль «За победу над Германией в Великой Отечественной войне 1941-1945 гг.» и другие
- Народный артист РСФСР (1973)
- Заслуженный деятель искусств РСФСР (1963)